# Station Kozłów
Station Kozłów is een spoorwegstation in de Poolse plaats Kozłów.